# Biscutella intermedia
Biscutella intermedia är en korsblommig växtart som beskrevs av Antoine Gouan. Biscutella intermedia ingår i släktet Biscutella och familjen korsblommiga växter. Inga underarter finns listade i Catalogue of Life.